# Драгомер
Драгомер (словен. Dragomer) — поселення в общині Лог-Драгомер, Осреднєсловенський регіон, Словенія. Висота над рівнем моря: 299,1 м.